# María Dalmazzo
María Dalmazzo Aguirre (Valparaíso, 5 de octubre de 1980) es una actriz colombiana de origen chileno, nacida en Valparaíso, Chile, de padre chileno y madre colombiana. A la edad de tres años llegó a Colombia. Por haber crecido en el campo y gracias a las enseñanzas de su papá, siente un fuerte amor por la naturaleza. Estudió ingeniería ambiental, y después de estudiar ingeniería empezó a actuar en teatro.

## Biografía
Para el 2011, María Dalmazzo hizo parte del videoclip April, de la banda de rock colombiana The Hall Effect. Además participó en las grabaciones de la película Apatía, una película de carretera (2012) de la cual es protagonista junto a Quique Mendoza y Álvaro Rodríguez y dirigida por Arturo Ortegón. Su estreno está previsto para el segundo semestre de 2012. Reconocida por su papel de Gabriela Rico en la producción de RCN Televisión titulada Pobres Rico (2012), la chica rebelde, activista y anticapitalista, aunque su familia demuestra ser todo lo contrario hasta el momento en que terminan en bancarrota. Al lado de María, protagonizan esta novela Juan Pablo Raba y Paola Rey.
Actualmente es editora de la sección de belleza en la revista colombiana de estilo de vida Fucsia.

## Trayectoria

### Televisión
| Año         | Título                                 | Personaje       |
| ----------- | -------------------------------------- | --------------- |
| 2013        | Los secretos de Lucía                  | Patricia Gaitan |
| 2012        | Pobres Rico                            | Gabriela Rico   |
| 2011        | Kdabra2                                | Sabrina         |
| 2010        | Kdabra                                 | Sabrina         |
| 2010        | La magia de Sofía                      | Hada madrina    |
| 2010        | A corazón abierto                      |                 |
| 2008        | La Sub30                               | Presentadora    |
| 2007        | Historias de hombres sólo para mujeres |                 |
| 2004        | La mujer en el espejo                  |                 |
| 2002        | Juan Joyita                            | Karina          |
| 2000 - 2005 | Así es la vida                         |                 |
| 2000        | Programa Coctel                        |                 |

## Teatro
- 2007: Lujuria
- 2003: El Sardinero
- 2000-2002: El Valle de las Sombras